# Syntomeida melanthus
Syntomeida melanthus är en fjärilsart som beskrevs av Pieter Cramer 1780. Syntomeida melanthus ingår i släktet Syntomeida och familjen björnspinnare. Inga underarter finns listade i Catalogue of Life.

## Bildgalleri

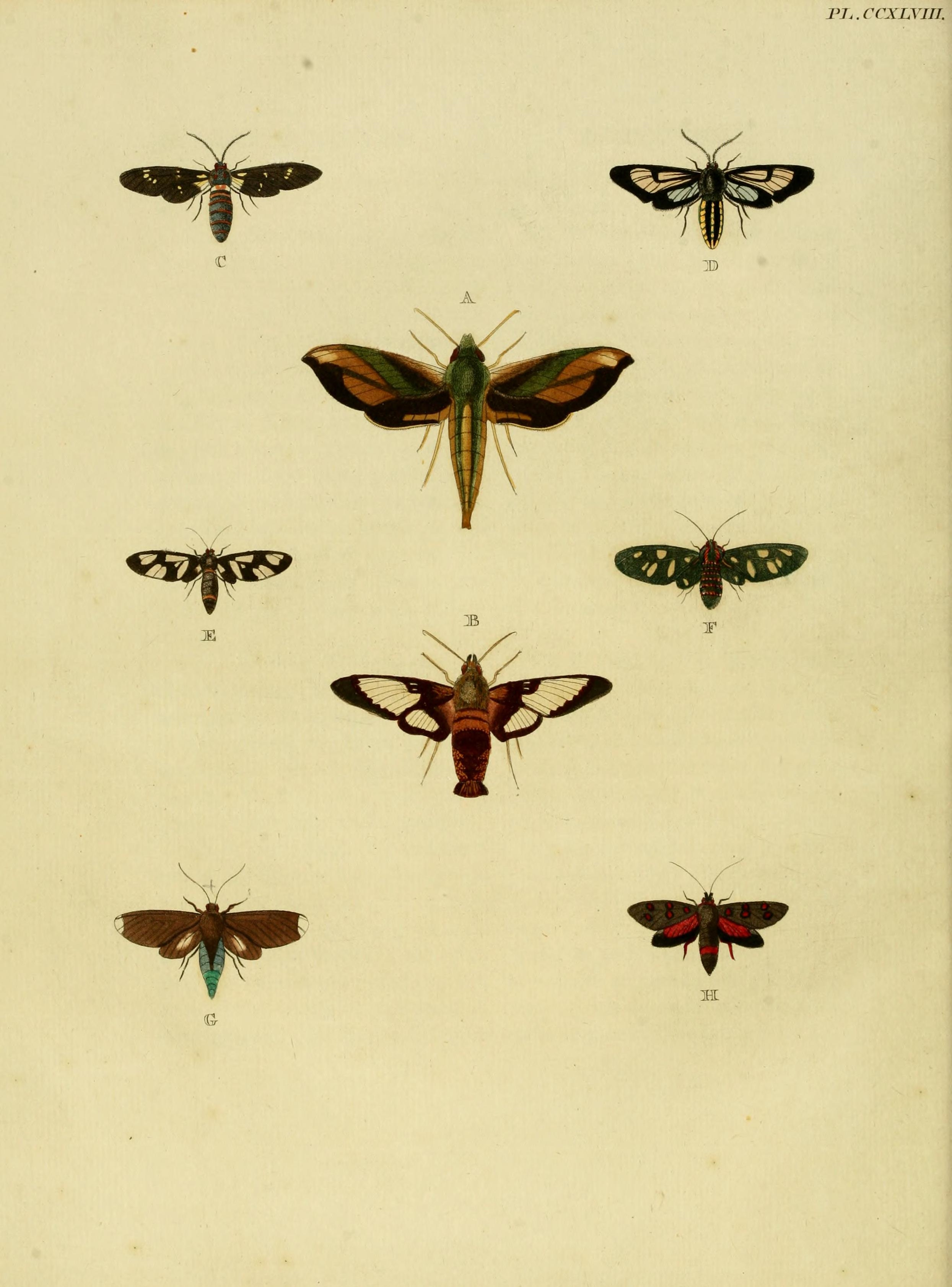
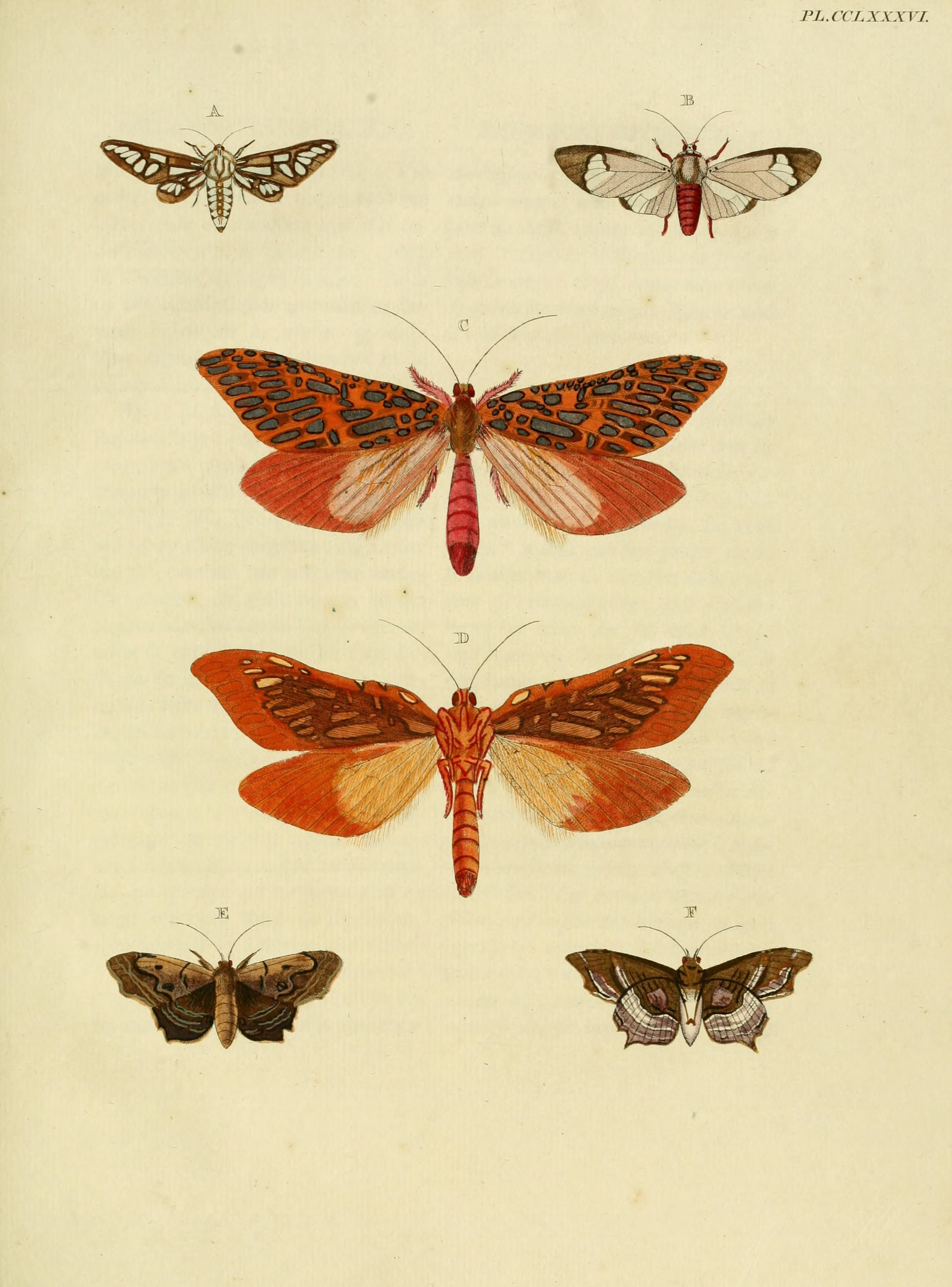
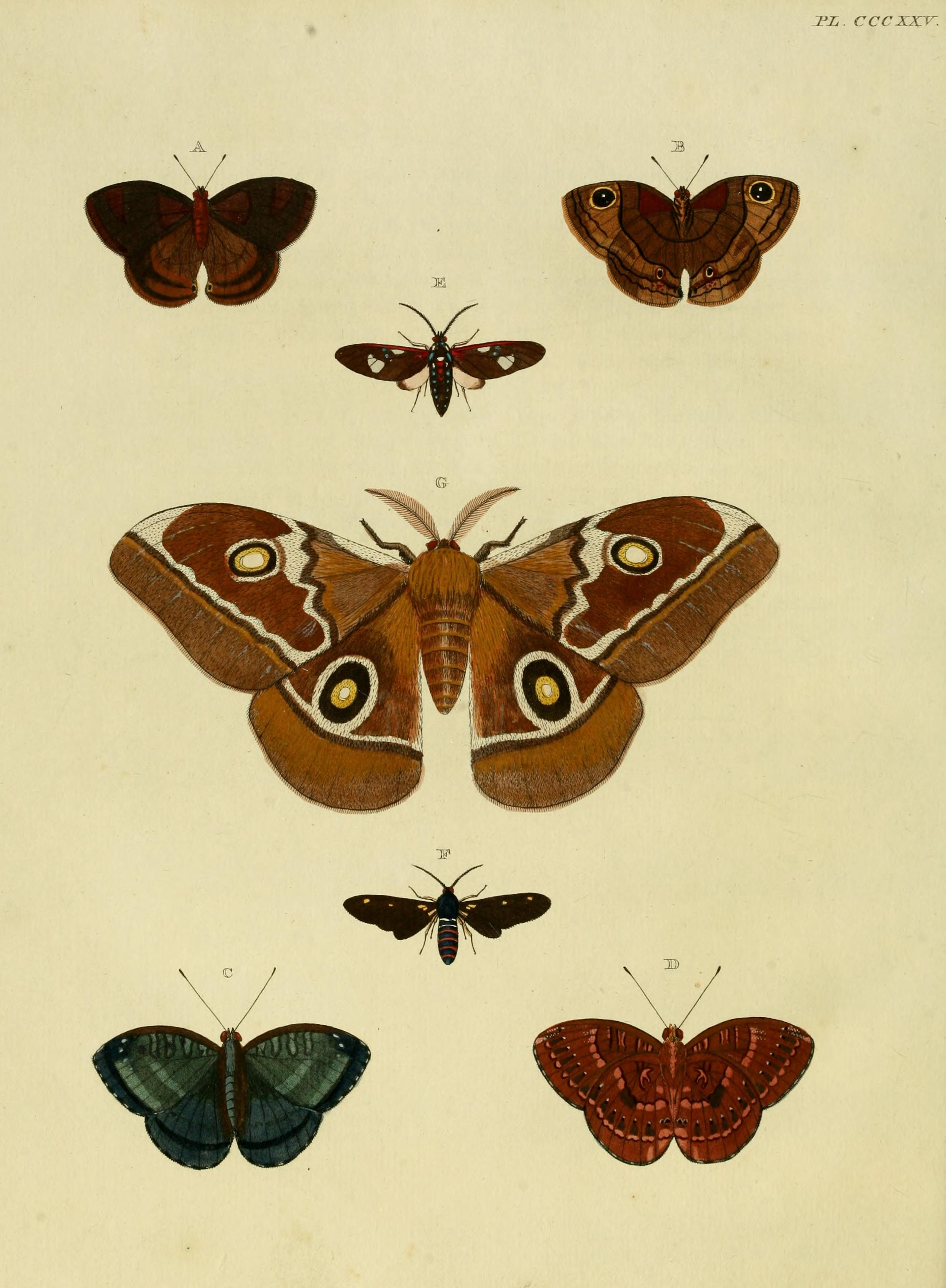
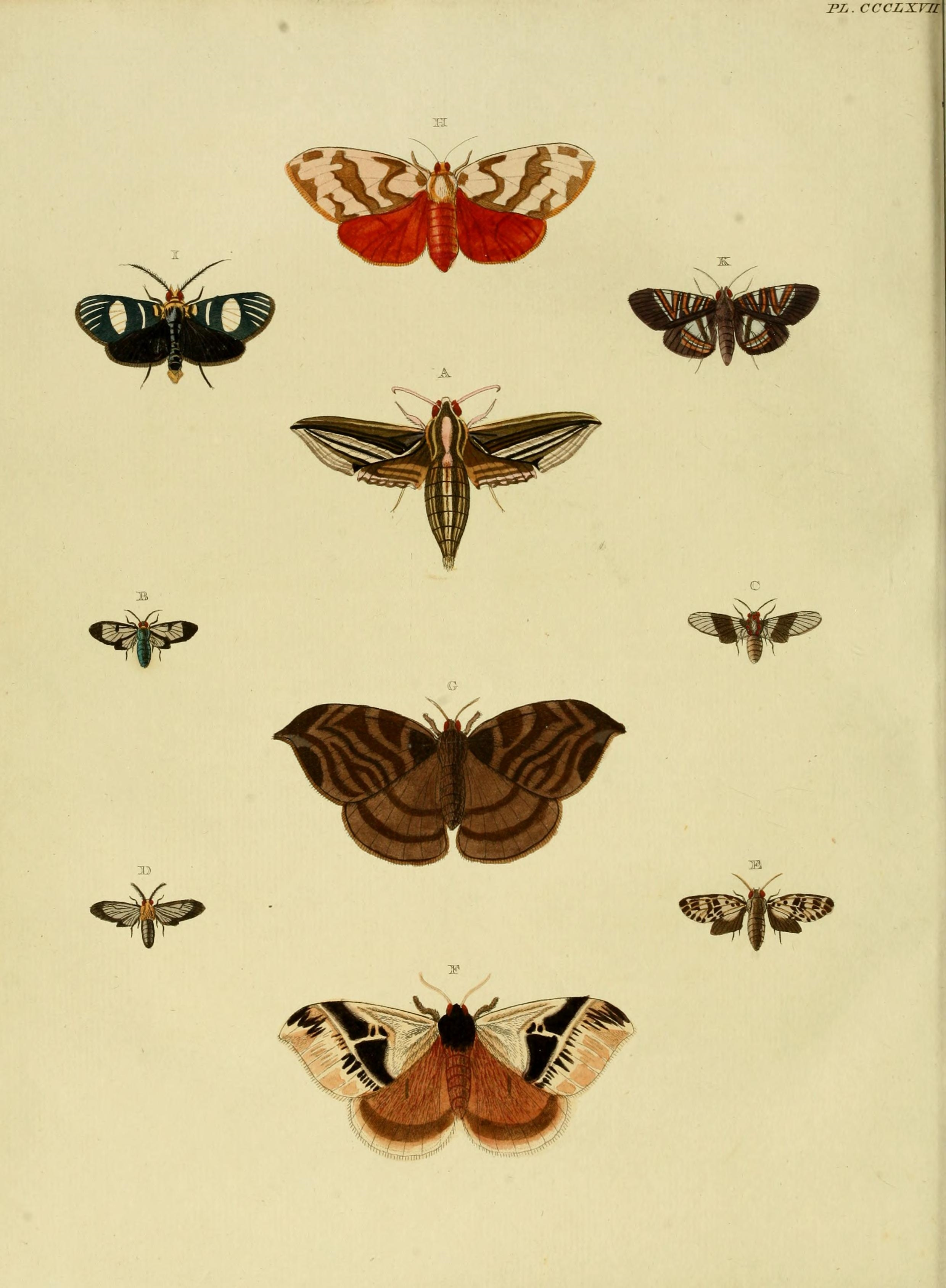